# Beaver Lake, Alberta
Beaver Lake är en sjö i Kanada.   Den ligger i provinsen Alberta, i den centrala delen av landet, 2 700 km väster om huvudstaden Ottawa. Beaver Lake ligger 554 meter över havet. Arean är 40 kvadratkilometer. Den sträcker sig 12,3 kilometer i nord-sydlig riktning, och 13,3 kilometer i öst-västlig riktning.
I omgivningarna runt Beaver Lake växer i huvudsak blandskog. Trakten runt Beaver Lake är nära nog obefolkad, med mindre än två invånare per kvadratkilometer.